# مایکل هونشدت
مایکل هونشدت (انگلیسی: Michael Hohnstedt؛ زادهٔ ۳ مهٔ ۱۹۸۸) بازیکن فوتبال اهل آلمان است.
از باشگاه‌هایی که در آن بازی کرده‌است می‌توان به باشگاه فوتبال اسنابروک و باشگاه فوتبال آرمینیا بیله‌فلد اشاره کرد.